# Мирослав Вотава
Мирослав Вотава (нім. Miroslav Votava; нар. 25 квітня 1956, Прага, Чехословаччина) — німецький футболіст, півзахисник. Чемпіон Європи 1980 року.

## Спортивна кар'єра
З дванадцяти років займався у футбольній секції столичної «Дукли». У 1968 році, війська країн Варшавського договору придушили процес лібералізації у Чехословаччини і це стало поштовхом еміграції до Австралії, потім родина Мирослава Вотави переїхала до Німеччини. Футбольне навчання продовжував у командах «Віттен-07» і «Боруссія» (Дортмунд).
На професіональному рівні виступав німецькі клуби «Боруссія» (Дортмунд), «Вердер» (Бремен), «Ольденбург» і іспанський «Атлетіко» (Мадрид). Дванадцять сезонів грав у командах, які очолював Отто Рехагель. Найбільш вдалими були роки виступів за бременський клуб: на той час припадають перемога у Кубку володарів кубків, двох чемпіонатах, двох кубках і трьох суперкубках Німеччини. Входить до першої десятки гравців, які провели найбільшу кількість матчів у бундеслізі — 546.
Статистика клубних виступів:
- Ліга чемпіонів УЄФА — 16 матчів («Вердер»).
- Кубок володарів кубків УЄФА — 16 матчів, 1 гол («Вердер»).
- Кубок УЄФА — 34 матчів («Атлетіко» — 4 м; «Вердер» — 30м).
- Суперкубок УЄФА — 1 матч («Вердер»).
- Кубок Інтертото — 3 матчі («Вердер»).
- Перша бундесліга — 546 матчів, 43 голи («Боруссія» — 189, 25г; «Вердер» — 357 м, 18г).
- Друга бундесліга — 83 матчів, 3 голи («Боруссія» — 68 м, 3г; «Ольденбург» — 15м).
- Третя бундесліга — 13 матчів («Ольденбург»).
- Кубок Німеччини — 61 матч, 2 голи («Боруссія» — 13 м; «Вердер» — 48 м, 2г).
- Суперкубок Німеччини — 5 матчів («Вердер»).
- Прімера — 96 матчів, 9 голів («Атлетіко»).
- Кубок Іспанії — 1 матч («Атлетіко»).
- Кубок іспанської ліги — 25 матчів («Атлетіко»).

У складі національної збірної дебютував 21 листопада 1979 року, у товариському матчі проти команди СРСР (наприкінці другого тайму замінив Манфреда Кальца). На чемпіонаті Європи 1980 року німці стали переможцями, а Мирослав Вотава відіграв один тайм проти збірної Греції (0:0). Того ж року провів ще дві гри — товариську з французами і відбіркову на чемпіонат світу проти Болгарії. Востаннє, у складі збірної Німеччини, зіграв 7 січня 1981 року. У Монтевідео його команда поступилася бразильцам на турнірі під назвою «Золотий кубок чемпіонів світу».

## Досягнення
- Чемпіон Європи (1): 1980
- Володар Кубка володарів кубків (1): 1992
- Чемпіон Німеччини (2): 1988, 1993
- Віце-чемпіон Німеччини (2): 1986, 1995
- Володар Кубка Іспанії (1): 1985
- Фіналіст Кубка іспанської ліги (1): 1984
- Володар Кубка Німеччини (2): 1991, 1994
- Фіналіст Кубка Німеччини (2): 1989, 1990
- Володар Суперкубка Німеччини (3): 1988, 1993, 1994